# Freiburger Puppenbühne
Die Freiburger Puppenbühne ist ein vor allem in Baden-Württemberg bekanntes Puppentheater mit regelmäßigem Spielbetrieb in Freiburg und Tourneen im gesamten deutschsprachigen Raum und benachbarten Elsass. Das von Johannes und Karin Minuth 1987 gegründete Figurentheater wendet sich besonders an junge Zuschauer im Kindergarten- und Grundschulalter, jedoch ist mit der Bearbeitung von Goethes Faust ein Puppenspiel speziell für Erwachsene im Programm. Seit 2017 ist David Minuth, Sohn von Karin und Johannes Minuth, selbstständiger freischaffender Puppenspieler unter dem Namen Freiburger Puppenbühne.

## Künstlerisches Schaffen
Das Handpuppenspiel der Freiburger Puppenbühne in der traditionellen Guckkastenbühne ist beeinflusst von der Spielweise der Kasperspieler Walter Büttner, Max Jacob und Friedrich Arndt. Im Mittelpunkt steht die lustige Figur des Kasper, dessen Historie Thema der Doktorarbeit von Johannes Minuth ist. Die Grundlagen des Spiels mit den Handfiguren erlernte Johannes Minuth von Peter und Benita Steinmann, während Karin Minuth ausgebildete Puppenspieltherapeutin ist. Von ihr werden nicht nur Puppen, Kostüme und Requisiten, sondern auch Bühnenbilder entworfen und hergestellt. In eigener Werkstatt mit Bühnen- und Figurenbau beschäftigt sich David Minuth, der neben seiner Tätigkeit als Lehrer in Kunstgeschichte und Werken ein Architekturstudium mit Bachelor und Master of Arts absolvierte. Außer den Aufführungen werden Kurse, Regiearbeiten, Publikationen und die Organisation von Puppentheatertagen durchgeführt.

## Inszenierungen

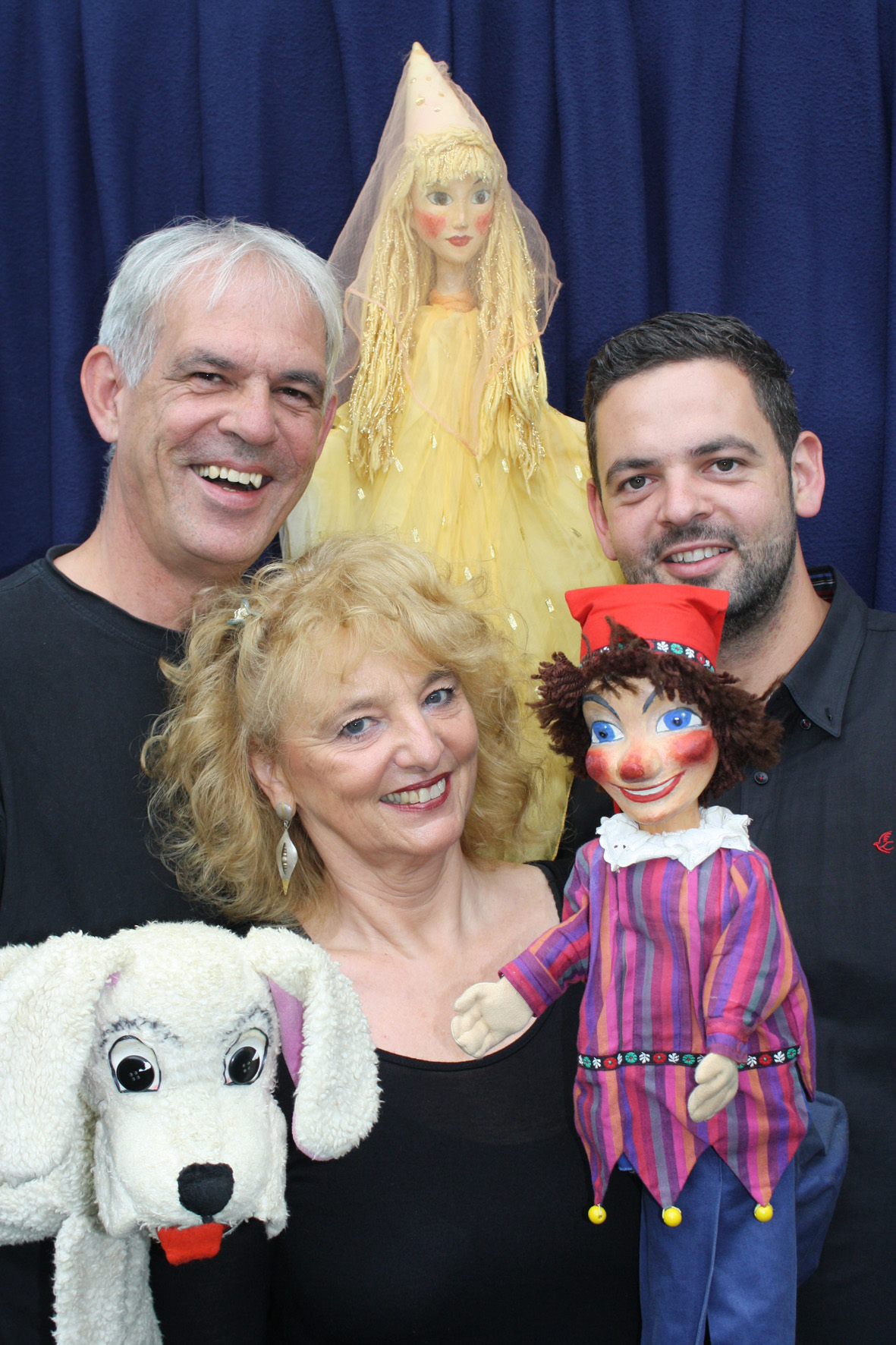
Johannes, Karin und David Minuth von der Freiburger Puppenbühne

Die Puppentheater-Inszenierungen reichen von selbstverfassten Kasperstücken über Literaturbearbeitungen bis hin zu jahreszeiten- und themenbezogenen Produktionen. Für kurze Kaspertheater-Szenen im Freien steht ein mobiler Puppentheaterwagen zur Verfügung.
Mit Bello, einer Hundefigur, hat die Freiburger Puppenbühne einen Sympathieträger, der an das alte Jahrmarktspiel der Theaterfamilie Bille erinnert. Neben der Kasperfigur spielt er in fast allen Inszenierungen eine große Rolle, z. B. in Das goldene Einhorn, Kasper und der Pirat der sieben Meere oder Kasper und das kleine Schlossgespenst.
Eher poetisch dagegen sind die Handpuppenstücke Das verzauberte Häschen und Die Blumenprinzessin, in deren märchenhafter Welt Tiere, Mutter Erde und Feen vorkommen. Umsetzungen von klassischer Kinderliteratur wie Pinocchio gehören auch dazu.
Mehr pädagogische Inhalte vermitteln Stücke wie Viel Dreck bei Hexe Klapperzahn, wenn es um Umwelterziehung und Zahngesundheit geht.
Auf Grund der Nähe zu Frankreich hat die Freiburger Puppenbühne auch Stücke mit französischer Übersetzung im Programm, welche vor allem von bilingualen Vereinen und Schulen angefragt werden.

## Goethes Faust – Die Puppenshow
Ein Jahrmarkts-Puppenspiel war es, das Goethe zu seinem Faust inspiriert hat. Goethes Faust – Die Puppenshow, das Solo-Stück von Johannes Minuth, ist eine Übertragung der Faust-Dichtung zurück ins Puppentheater. Der Goethe-Text wird in originalgetreuer Sprache übernommen, doch erfährt die lustige Figur eine Erweiterung im Stück, indem Kasper zum Kommentator gemacht wird, der in Zwischenspielen auftritt, und das Publikum mit spaßigen Anspielungen auf das Bühnengeschehen anspricht.

## Mitschnitte
Die bekanntesten Stücke der Freiburger Puppenbühne werden von Bob Media GmbH & Co KG als Live-Mitschnitte produziert und auf DVD bundesweit vertrieben. Bislang erschienen sind:
- Kasper und der Zauberberg
- Kasper und das kleine Schlossgespenst
- Kasper und der Weihnachtsmann
- Kasper und der Osterhase
- Kasper und der Löwenkönig
- Viel Dreck bei Hexe Klapperzahn
- Kasper und der Drachenprinz
- Kasper – Reise zu Prinz Aladin

## Tournee-Projekt
Im Jahr 2011 begab sich die Freiburger Puppenbühne auf eine Gastspielreise nach Moskau, die von der Deutschen Botschaft unterstützt wurde. Insgesamt 6 Auftritte fanden im Deutsch-Russischen Haus und in der Deutschen Schule mit den Stücken Goethes Faust – Die Puppenshow, Kasper und das kleine Schlossgespenst und Viel Dreck bei Hexe Klapperzahn statt.